# Ipod

Utvecklingen av Ipod-modeller 2002–2007.

Ipod, i marknadsföring skrivet iPod, var en serie bärbara mediaspelare som tillverkades av Apple från 2001 fram till 2022. Standardmodellen har en tvåtums LCD-skärm och kom från början med en lagringskapacitet på 5 gigabyte. Senare har den utökats till 10, 15, 20, 30, 40, 60, 80, 120 och 160 gigabyte. Alla modeller använder sig ursprungligen av hårddiskar men Ipod Shuffle, Ipod Touch och Ipod Nano har istället ett inbyggt flashminne. Ipod har fått mycket beröm för sitt intuitiva användargränssnitt och sin stilrena design. Försäljningen av Ipod har gått mycket bra över hela världen, i januari 2010 meddelades att man totalt sett sålt 250 miljoner Ipodar... Enligt Apples egna uppgifter har Ipod 76 procent av den amerikanska marknaden för MP3-spelare. Förutom ren ekonomisk framgång har Ipod även varit en enorm imageframgång för Apple; spelaren beskrivs ofta vara för MP3-spelaren vad Sonys Walkman var för den portabla kassettbandspelaren, och det är väldigt vanligt att spelaren dyker upp i musikvideor, på film, på kändisar och så vidare. Fenomenet poddradio hänsyftar på Ipod. MPMan som släpptes 1998 var dock den första bärbara MP3-spelaren.
Ipod har allt oftare använts som generellt begrepp för bärbar musik- eller mediaspelare. Detta är naturligtvis inte något som Apple Inc önskar och kan i framtiden ställa till med problem för marknadsföringen.

## Överföring från dator till Ipod
Ipods sätt att överföra musik från datorn skiljer sig från övriga MP3-spelare, eftersom all synkronisering görs via Apples datorprogram Itunes. Det går inte att dra över en fil på datorn till Ipoden och sedan spela upp den, vilket är det enda sättet att överföra musik på de allra flesta MP3-spelare. Istället behöver man skapa ett konto på Apples onlinetjänst Itunes Store där varje Ipod måste registreras innan den kan användas. Synkroniseringen görs med så kallade spellistor i Itunes-biblioteket i vilka man placerar de ljudfiler man vill ska överföras på Ipoden.
De första generationerna av Ipod Classic använde Firewire-anslutning, men på senare tid har samtliga modeller kommit att använda USB-anslutning.

## Modeller
Ipod har genomgått flera ändringar sedan den först började säljas den 10 november 2001. Dels har Apple för att anpassa sig till olika kundbehov lanserat nya modeller som säljs parallellt. Dels har de olika modellerna genomgått förändringar. Varje större förändring av spelaren inom en modell betecknas som en ny "generation". De olika modellerna säljs dessutom med olika lagringskapacitet, vilket ger flera produkter som parallellt finns på marknaden och som alla är strategiskt prissatta i förhållande till varandra.
De olika modellerna är: Ipod Classic (inklusive Ipod Photo), Ipod Mini, Ipod Shuffle, Ipod Nano samt Ipod Touch.

### Ipod Classic

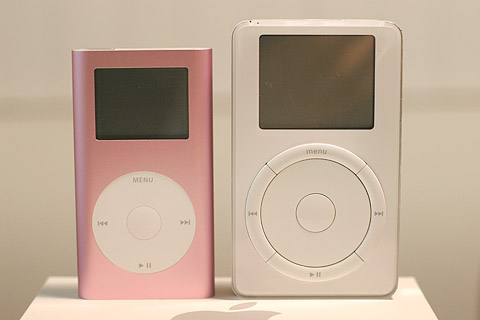
Jämförelse mellan en Ipod Mini (vänster) och en Ipod av första generationen (höger).

#### Första generationen
Den första generationen introducerades den 23 oktober 2001 och började säljas den 10 november 2001, och levererades då med en fem gigabyte stor hårddisk. Både knappar och snurrhjul var mekaniska och spelaren hade endast stöd för Macintosh. I mars 2002 släpptes en version med tio gigabytes hårddisk, och i juli 2002 kom en med 20 gigabyte.

#### Andra generationen
Den andra generationen av Ipod var nästan identisk med den första, förutom att det mekaniska snurrhjulet byttes ut mot ett beröringskänsligt.

#### Tredje generationen

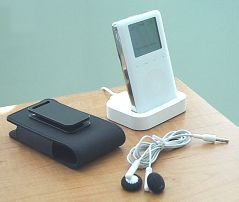
En 20 GB Ipod av tredje generationen samt en docka, hörlurar och bärväska.

Den tredje generationens Ipod var betydligt smalare än de tidigare och hade en speciell dockstation som medföljde de dyrare modellerna (och kunde köpas till för de billigare). Nytt för denna generation var att den inte bara kunde anslutas via Firewire utan även via USB med hjälp av en adapter som såldes separat. I och med stödet för USB blev det lättare för användare av Windows att ansluta till enheten och Ipoden började nu på allvar vinna mark. Knapparna på den tredje generationen var flyttade från att ligga runt snurrhjulet till att ligga strax under skärmen. Den tredje generationen släpptes under sin livslängd med lagringsutrymmena 10, 15, 20, 30 och 40 gigabyte.

#### Fjärde generationen

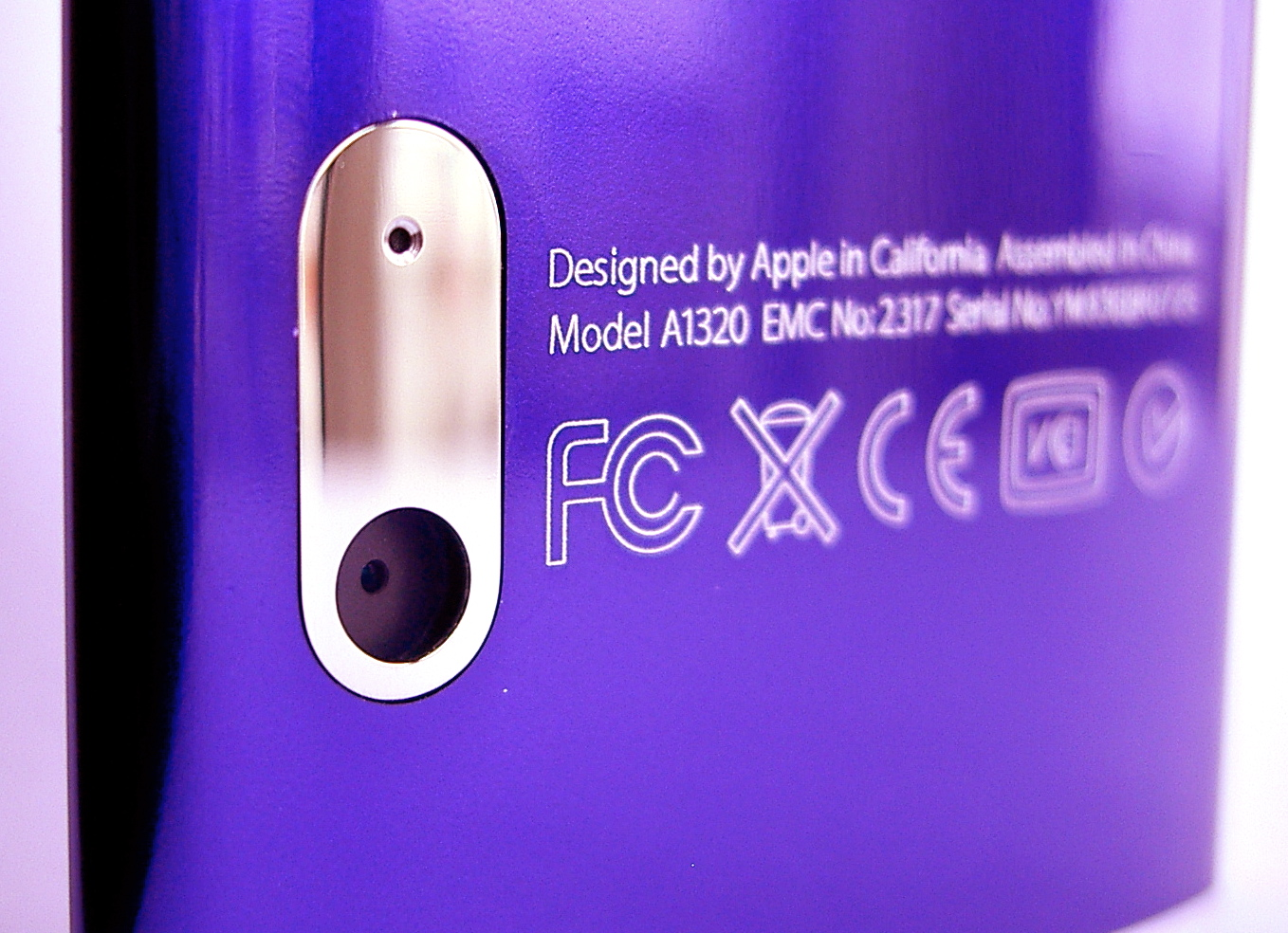
Baksidan av en femte generation Ipod Nano med videokamera och mikrofon.

Den fjärde generationens Ipod var till det yttre i stort lik den tredje med skillnaden att det populära klickhjulet från Ipod Mini ersatte både det gamla hjulet och knapparna under skärmen. Den inre uppbyggnaden var däremot inte alls densamma, och hårdvaran var i princip helt omgjord. För slutanvändaren märktes detta dock inte nämnvärt. Ett betydelsefullt steg som togs var att låta en USB-anslutningssladd medfölja, vilket öppnade för större försäljning på PC-marknaden.
I och med generation fyra slopades modellen med 15 gigabyte, och bara modellen med 20 och den något tjockare med 40 gigabyte fanns kvar. Priserna sänktes också avsevärt jämfört med den tidigare generationen (dock var de medföljande tillbehören också färre). Modellen med 40 gigabyte togs dock bort ut sortimentet i och med lanseringen av Ipod Photo, då priset på 20 gigabytesmodellen sänktes ytterligare. Batteritiden ligger hos den fjärde generationens maskiner på tolv timmar i nyskick.

##### Ipod U2 Special Edition
Denna modell är en fjärde generationens Ipod, men med en svartröd design som ska matcha U2:s album How to Dismantle an Atomic Bomb. På baksidan finns autografer av alla bandmedlemmarna ingraverade. Med i paketet fanns även en affisch med ett antal bilder och en text skriven av U2:s sångare Bono. I länder där Itunes Store var tillgängligt vid lanseringen medföljde även en kupong som gav motsvarande 50 dollar i rabatt på den extensiva U2-boxen.

##### Ipod Photo

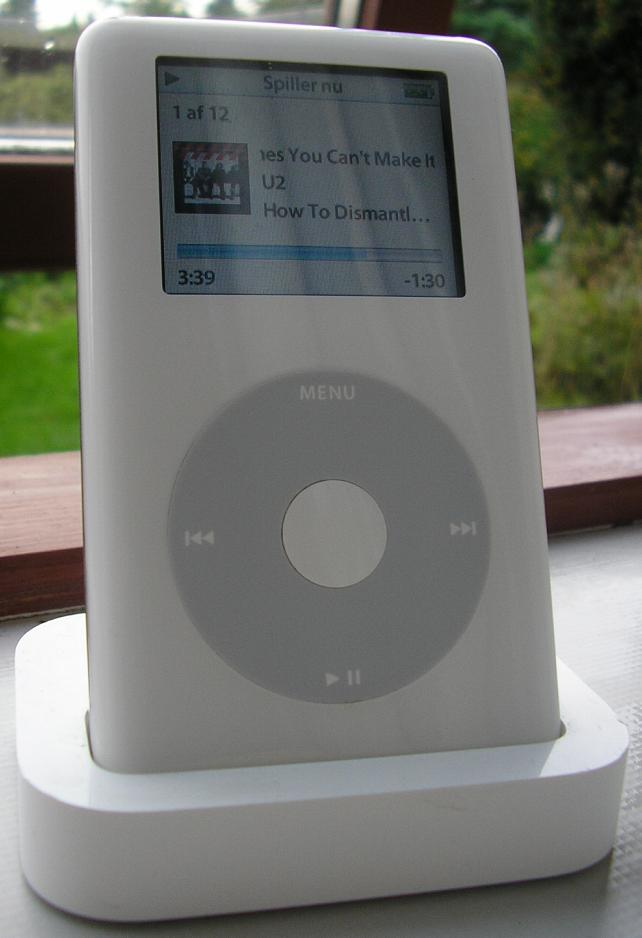
Ipod Photo.

Ipod Photo kom ut på marknaden den 26 oktober 2004 och räknas som en variant av fjärde generationen. Precis som tidigare modeller är den hårddiskbaserad, men en nyhet är att den har en LCD-färgskärm som är 220 × 176 pixel stor och kan återge 65 536 färger. Hårddisken rymmer 40 eller 60 gigabyte. I februari 2005 avskaffade Apple modellen med 40 gigabyte och introducerade en modell med 30 gigabyte med ett betydligt lägre pris, samtidigt som de sänkte priset för 60 gigabyte.
Ipod Photo är inte en kamera, men den kan användas för att lagra och visa fotografier tagna med exempelvis en digitalkamera. Den kan visa bilder i flera olika filformat, bland andra jpeg, BMP, gif, tiff och PNG. Som en extra bonus visas även skivomslag på skärmen när man spelar musik. Den kan även visa bilderna på en TV-apparat. Enligt Apple räcker batteriet till 15 timmars oavbruten musik eller för att visa bilder i fem timmar.

#### Femte generationen
Den 12 augusti 2005 presenterade Steve Jobs den första modellen med videostöd. Den har en 2,5 tums bakgrundsbelyst färgskärm som klarar 65 536 färger och har en upplösning på 320 × 240 pixlar. Denna generation kallades ibland Ipod Video, men det var inte det officiella namnet.

##### Ny variant med videouppspelning
I september 2006 på Apple Showtime Event släppte Apple en uppgradering på Ipoden. Den var i stort sett identisk med den ursprungliga femte generationens Ipod, bortsett från att den hade ljusare skärm, stöd för spel som kan köpas via Itunes Store, en sökmotor och längre batteritid. Ibland kallades den för "generation fem och en halv". Speciellt för videouppspelning var batteritiden förbättrad. Dessutom togs 60 gigabyte-modellen bort och ersattes med 80 gigabyte, samtidigt som priserna sänktes. 
Spelaren kan bland annat visa följande videoformat:
- H.264 upp till 768 kilobit per sekund, 320 × 240 pixel, 30 bilder per sekund
- MPEG-4 upp till 2,5 megabit per sekund, 640 × 480 pixel, 30 bilder per sekund

#### Sjätte generationen
Den 5 september 2007 lanserade Apple flera ny- och omdesignade Ipod-modeller och för att göra det lättare att särskilja de olika modellerna fick varianten i den klassiska formfaktorn namnet Ipod Classic. Funktionaliteten är ungefär densamma som för femte generationen med videouppspelning, men denna generation har aluminiumhölje precis som Ipod Mini och Nano (andra och tredje generationen), större lagringsutrymme (80 och 160 gigabyte) och lägre pris. Den kommer i färgerna svart och grå.
2008 ersattes dessa med en version på 120 GB.

### Ipod Mini

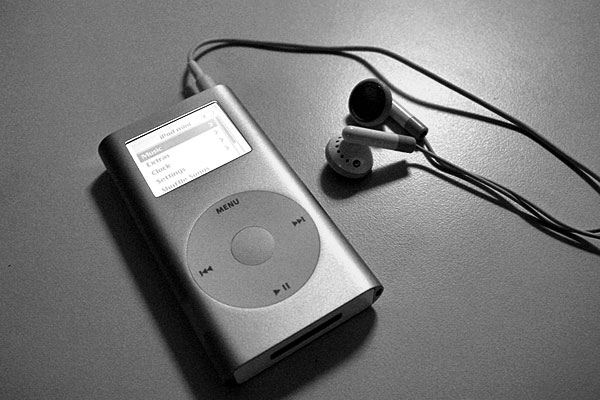
Ipod Mini i färgen silver.

#### Första generationen
Den 6 januari 2004 släppte Apple Ipod Mini, som är en mindre version av Ipod, både i storlek och i lagringskapacitet (4 gigabyte), men framförallt prismässigt. Av platsskäl flyttades knapparna till själva snurrhjulet, något som fungerade så bra att det smittade av sig till storebrorsmodellen. Ipod Mini finns även i olika färger på samma sätt som präglade försäljningen av den ursprungliga modellen av Imac. Batteritiden var 8 timmar.

#### Andra generationen
I februari 2005 förbättrades Ipod Mini. Skärmen förbättrades och batteritiden ökades till 18 timmar. Lagringskapaciteten var fyra eller sex gigabyte.
Ipod Mini slutade tillverkas den 7 september 2005 och ersattes med Ipod Nano.

### Ipod Shuffle

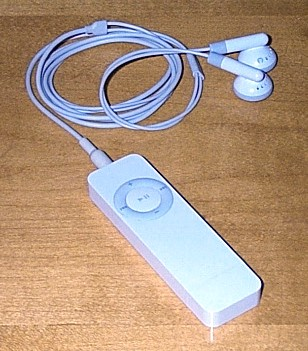
Första generationen Ipod Shuffle med medföljande hörlurar.

#### Första generationen
Den 11 januari 2005 meddelade Apple att de under året skulle släppa en ny modell, Ipod Shuffle, som till skillnad från tidigare modeller skulle vara flashminnesbaserad. Man släppte senare två versioner: dels en spelare med 512 megabyte minne, dels en version med en gigabyte. Spelarens batteritid är på cirka 12 timmar. Den väger 22 gram och storleken är 8 × 2,5 × 0,84 centimeter. Spelaren utmärker sig genom att den saknar skärm. Till skillnad från tidigare modeller kan inte Ipod Shuffle anslutas via Firewire utan enbart via USB.

#### Andra generationen
I september 2006 lanserade Apple en ny generation Ipod Shuffle. Den fysiska storleken minskades rejält och baksidan begåvades med en inbyggd bältesklämma för att kunna fästa Ipod Shuffle på en tröja, skjorta, blus, kavaj, byxficka eller vad man nu har för kläder på sig. Vikten minskades till 15,5 gram. Måtten (b × h × d) minskades till 2,73 × 4,12 × 1,05 cm inklusive klämma. Det finns versioner i en eller två gigabyte. Batteritiden på tolv timmar är identisk med föregångaren. Ipod Shuffle generation två ansluts till en Windows- eller Macintoshdator via USB. Systemkravet i en dator är Windows 2000 SP4, Windows XP eller Mac OS X 10.3.9, och Itunes 7.0.2.

#### Tredje generationen
Den 11 mars 2009, lanserade Apple den tredje generationen av Ipod Shuffle. Modellen saknar fortfarande skärm. De nya märkvärdiga förändringarna är designen och att den nu har förmågan att kunna prata till lyssnaren. Rösten ska kunna vägleda lyssnaren genom sin meny. Röstprogrammet kallas för VoiceOver och finns på 14 olika språk där bland annat svenska ingår. Apple använde sig av slagordet "Den första musikspelaren som talar till dig". 
En annan förändring är även att den nu endast har två färger; svart och aluminiumvitt.
Storleken är 45.2 × 17.5 × 7.8 mm.
För att byta, pausa och spela musiken så trycker man på knapparna som nu ligger fast på hörlurssladden. Så det är smidigare att byta låtar när man till exempel joggar. Detta leder dock till att man är bunden till att använda Apples medföljande hörlurar för att kunna byta, pausa eller spela låten. Det är dock sannolikt att det kommer lanseras adapters från andra företag, så att man ska kunna använda sina egna hörlurar.
Ipod Shuffle finns i 4GB.

### Ipod Nano

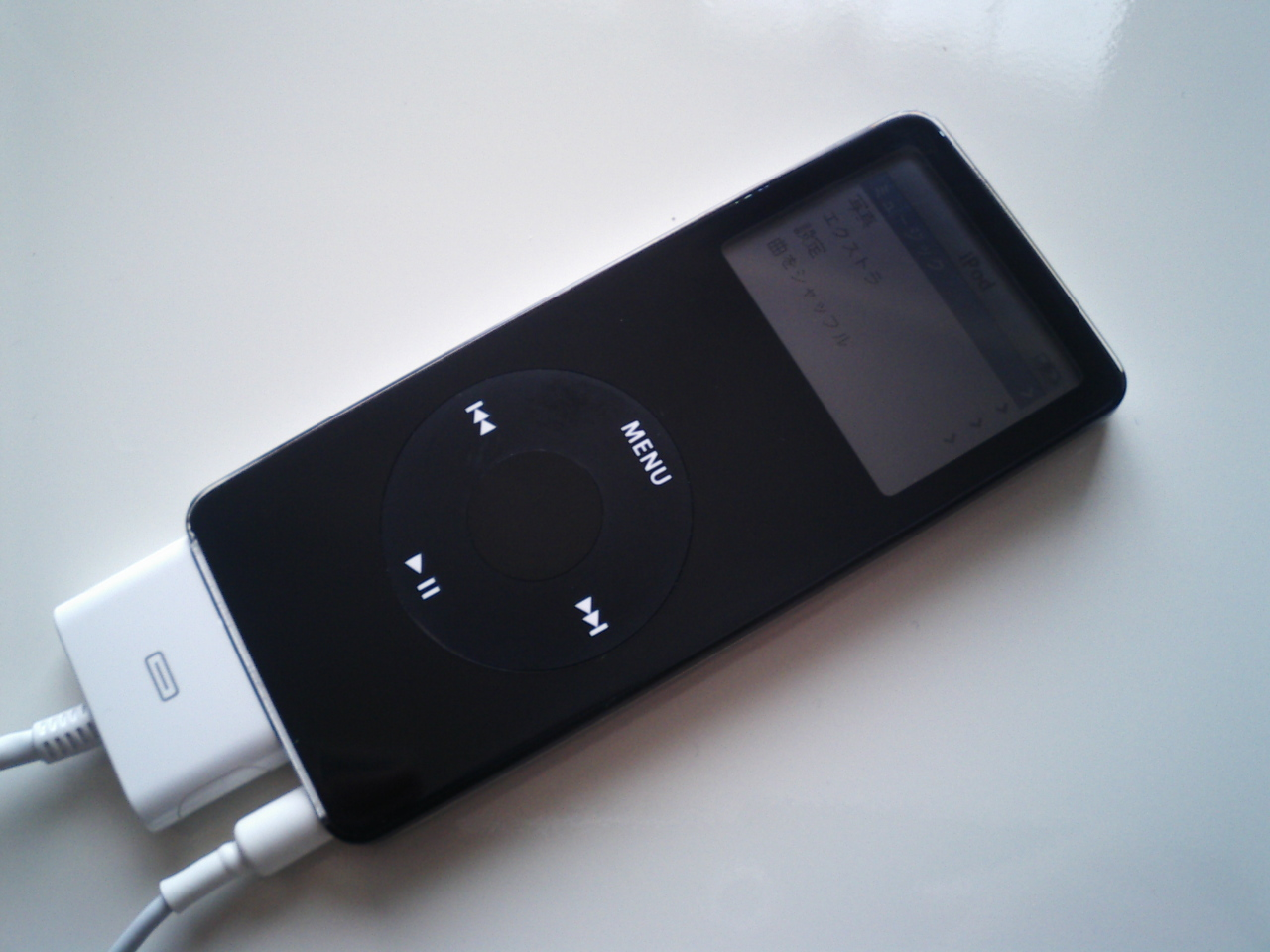
Första generationen Ipod Nano med USB-kabel ikopplad.

#### Första generationen
Den 7 september 2005 ersatte Apple Ipod Mini med flashbaserade Ipod Nano. Tidigare under sommaren avslöjades det att Apple träffat ett mycket förmånligt avtal med Samsung gällande 40 procent av Samsungs totala flashminnestillverkning. Ipod Nano är 9 × 4 centimeter stor och knappt 7 millimeter tjock. Den finns med minnesstorlekarna en, två och fyra gigabyte. Trots dess ringa fysiska storlek har den en 1,5 tums färgskärm med 176 × 132 punkters upplösning och ett klickbart snurrhjul. Höljet är av vit eller svart plast.

#### Andra generationen
På Apple Showtime Event i september 2006 släpptes också en förbättrad Ipod Nano. Nytt med den här modellen var att de hade återgått till aluminiumskal liknande det man hade använt till Ipod Mini, och att man nu fick dubbelt så mycket lagringskapacitet till samma pris. I och med aluminiumskalet kunde den även släppas i flera färger: silver, rosa, svart, grönt och ljusblått. Andra generationen hade även fått ljusare skärm och uppgraderad batteritid. Uttagen på andra generationens Ipod Nanos undersida är flyttade några millimeter så att inga gamla tillbehör till första generationens Nano fungerar med den.

#### Tredje generationen
Tredje generationens Ipod nano är ännu en uppdatering av serien. Denna gång tunnare (6.5 mm) och med tvåtumsskärm med möjlighet att spela video och den nya funktionen "Cover Flow". Denna version av Ipod Nano har precis som andra generationen aluminiumhölje.

#### Fjärde generationen
Den fjärde generationens Ipod Nano kom ut den 9 september 2008. Den har alla funktioner från tredje generationen samt en accelerometer som används till att byta läge i användargränssnittet när Ipoden vrids. Formen är ungefär densamma som andra generationens, men rundare, tunnare och med större skärm. Den fjärde generationen finns i nio olika färger: vit, svart, lila, blå, grön, gul, orange, röd och rosa.

#### Femte generationen
Den 9 september 2009 släppte Apple sin vana trogen en uppdatering av Ipod Nano. Den femte generationen har samma storlek som den fjärde men med en något längre skärm. Dessutom fick den en videokamera, FM-radio och en pedometer.
Den femte generationen finns i samma färger som den fjärde samt i polerad aluminium.

### Ipod Touch
Den 5 september 2007 introducerade Apple Ipod Touch, som är en något nerbantad version av pekskärms-mobilen Iphone. Ipoden har en 3,5 tum stor pekskärm och WiFi. Detta möjliggör internetåtkomst via anslutning till ett trådlöst nätverk. Den har en rad andra funktioner, såsom stöd för videouppspelning och bildvisning, samt Cover Flow. Ipod touch kommer i storlekarna 8, 32 och 64 gigabyte.

## Kritik
Apple har fått ta emot mycket kritik för konstruktion och kort livslängd hos batterierna i ett flertal Ipod-modeller. Företaget har även fått en stämning på grund av irritationen angående skärmens repkänslighet.[källa behövs] Repor på skärmen kan i vissa fall tas bort med hjälp av Brasso som vanligtvis används för att putsa föremål av koppar. Ipod-modeller med inbyggd hårddisk bör ej placeras i närheten av magneter eller magnetfält då det kan slå ut hårddisken.
Vissa missnöjda kunder har även kritiserat Ipod för att vara alltför ömtålig och känslig mot köld.

## Tillbehör
Det finns en mängd olika tillbehör för Ipod, exempelvis:
- Armband
- Dockningsstationer
- Fodral
- Hörlurar
- Högtalare (Ipod Hi-Fi)
- Radio (Ipod Radio Remote)